# 世界異戰

是2011年3月上映的美国科幻战争片，由乔纳森·理贝斯曼执导，艾伦·艾克哈特、米歇尔·罗德里格兹、拉蒙·罗德里格兹、布丽姬·穆娜等主演。影片的创作灵感源自二战期间发生在洛杉矶的一次炮击UFO事件。

## 剧情
歷史上不斷有不明外星物體入侵地球的傳言，這次真的發生了，外星人覬覦地球所擁有的水資源，自太空降落在沿海一帶，企圖攻佔地球。而在加利福尼亚州洛城，為了捍衛人類安全，預定要退伍的美國海軍陸戰隊麥可·南茲上士肩負防衛重任，必須加入一群毫無實戰經驗的小隊與外星入侵者在洛杉磯街頭展開大規模巷戰。作戰計畫中，這支小隊被派至聖莫妮卡（Santa Monica），疏散躲在預定轟炸區域內的警局的平民，途中遭遇到敵軍攻擊，導致一名隊員走散，最後找到了該名隊員，並在路口遇到了一小批倖存友軍。
小隊在警局中搜尋到四個平民後與直昇機會合，直昇機卻遭到敵方戰機擊落，不只損失四名士兵，後更遭到外星人圍堵，斷了後路；同時，透過對外星人俘虜進行的實驗，小隊找到外星人弱點所在。臨近預定轟炸時間，一行人決定奮力一搏，找了一輛停在附近的公車加緊逃離，路上發現外星人對無線電波有特殊感知（也證實了為何他們之前會被敵軍發現）並誘導和炸毀外星人戰機，意外發現戰機是無人操控的，然後繼續前往安全地區避過空襲。在路上，小隊不幸地中了敵人埋伏。經過一番激戰，為了掩護平民逃離，隊長威廉·馬丁尼茲引爆C4，與敵人同歸於盡。小隊改由南茲上士領導，繼續遠離轟炸區，當他們離開轟炸區後，便暫時躲避在一間商店的混凝土倉庫。到了空襲時間，小隊卻聽不到轟炸聲音，便回到前線指揮部，卻震驚地發現空軍已遭殲滅（後來知道只是撤離）。此時一名平民因路途中的戰鬥傷重不治。
南茲上士因為失去戰友而感到懊悔和抱歉，幸得隊友體諒。小隊在蒐集武器彈藥後，找到LAV及悍馬車，並強行闖過佔領區，到達撤退點後搭上直升機，在直升機飛行過程中，南茲上士發現無線電傳來雜音，判斷敵軍總部距離相當接近，南茲上士決定潛入，隊友緊隨在後。最後小隊聯絡到安德魯空軍基地發射導彈，使用雷射導引並成功擊毀敵軍控制中心。小隊回到臨時基地短暫休息後便開始重新配給彈藥，加入洛杉磯還在作戰的隊伍中……

## 角色
- 亞倫·艾克哈特飾 麥可·南茲美国海军陆战队上士（SSgt. Michael Nantz）
- 雷曼·羅德里奎茲飾 威廉·馬丁奈尼茲少尉（2nd Lt. William Martinez）
- 尼歐飾 凱文·哈里斯下士（Cpl. Kevin "Specks" Harris）
- 盧卡斯·提爾飾 史考特·葛雷斯頓下士（Cpl. Scott Grayston）
- 蜜雪兒·羅德里奎茲飾 愛蓮娜·桑多斯空軍技術上士（TSgt. Elena Santos）
- 寇瑞·哈德瑞克飾 傑森·洛克特下士（Cpl. Jason Lockett）
- 布里姬·摩伊納漢飾 蜜雪兒（Michele）
- 麥可·潘納飾 喬·林肯（Joe Rincon）

## 评价
该片获得的评价以负面居多，在烂番茄网站上，基于213个评论显示只有37%的影評人给予它好评，平均分为4.7（10分满分）。